# Džuli
"Džuli" ( kyrilliska bokstäver: Џули; översättning: Julie) var Jugoslaviens bidrag till Eurovision Song Contest 1983, framförd av Danijel Popović. Låten kallades Julie i vissa delar av Jugoslavien.
Låten startade som nummer 12 den kvällen, efter Nederländernas Bernadette med "Sing Me a Song" och före Cyperns Stavros & Constantina med "I Agapi Akoma Zi". Då alla hade röstat hade låten fått 125 poäng, och slutade på fjärde plats av 20.
Låten blev en stor hit i Europa, och tolkades av många andra artister. Svenska dansbandet Wizex tolkade låten på albumet Julie 1983 som "Julie" med text på svenska av Tommy Stjernfeldt. 
En annan svensk text av Margot Borgström spelade dansbandssångaren Stefan Borsch in på albumet I sommar från 1983

### Fotnoter
1. ↑  Vuletić, Dean (2007). ”Chapter 8: The socialist star: Yugoslavia, Cold War Politics and the Eurovision Song Contest”. i Raykoff, Ivan; Tobin, Robert Deam. A Song for Europe: Popular Music and Politics in the Eurovision Song Contest. Burlington, Vermont: Ashgate Publishing. sid. 83–98. ISBN 978-0-7546-5879-5. http://books.google.com/books?id=Eq7nilnv93cC&pg=PA92#v=onepage&q=&f=false. Läst 5 december 2009.  ”Among TV Zagreb's Eurovision entries was Daniel Popović, a Montenegrin living in Zagreb, who came fourth at the 1983 ESC with „Džuli.“”
2. ↑  ”Svensk mediedatabas”. http://smdb.kb.se/catalog/id/001888945. Läst 20 april 2011.